# Edesheimer Wald
Der Edesheimer Wald ist ein bis 270 m ü. NHN hoher und etwa 2,5 × 1,5 km großer Höhenzug des Leineberglands. Er liegt beim namensgebenden Edesheim im niedersächsischen Landkreis Northeim (Deutschland).

## Geographie

### Lage
Der Edesheimer Wald liegt etwa 5 km nördlich der Northeimer Kernstadt und 2 km östlich des Dorfs Edesheim, einem nördlichen Northeimer Stadtteil. Der in Südsüdwest-Nordnordost-Richtung verlaufende Höhenzug befindet sich im Northeimer Stadtgebiet und stößt im Nordnordosten an das Gemeindegebiet von Kalefeld.

### Naturräumliche Zuordnung
Der Edesheimer Wald gehört in der naturräumlichen Haupteinheitengruppe Weser-Leine-Bergland (Nr. 37), in der Haupteinheit Südwestliches Harzvorland (376) und in der Untereinheit Rittigau (376.0) zum Südteil des Naturraums Kahlefelder Lößsenke (376.02). Die Landschaft leitet nach Osten in den Naturraum Kreiensen-Northeimer Kalkberge (376.04) und nach Nordwesten in den Naturraum Buntsandsteinberge von Salzderhelden (376.00) über. Nach Süden leitet sie in den zur Untereinheit Osterode-Herzberger Vorland (376.2) zählenden Naturraum Schotterfluren der Rhume, Oder und Sieber (376.23) über und nach Südwesten bis Westen in die zur Haupteinheit Leine-Ilme-Senke (372) gehörende Untereinheit Leineaue (372.3).

### Erhebungen
Die Erhebungen des Edesheimer Waldes sind: Edesheimer Berg (270 m), Wasenberg (245 m) und Klosterberg (237,5 m). Nordnordöstlich benachbart liegt der Aßberg (222 m), und ein Ausläufer des Höhenzugs ist im Westen der Wehklag (192,5 m).

### Gewässer
Nordwestlich bis nördlich des Höhenzugs und besonders jenseits des Aßbergs liegt das Tal des etwa nach Nordosten fließenden Aue-Zuflusses Eboldshäuser Bach. Nach Osten fällt die Landschaft in das Tal des nach Süden laufenden Rhume-Zuflusses Dünne ab und nach Westen über Edesheim zur Leine, in deren Tal sich nahe dem Höhenzug die Northeimer Seenplatte ausbreitet.

### Ortschaften
Umgeben ist der unbewohnte Edesheimer Wald von diesen Ortschaften (im Uhrzeigersinn beginnend bei der namensgebenden Ortschaft): Edesheim (Westen), Hohnstedt (Nordwesten), Eboldshausen (Norden; jenseits des Aßbergs), Imbshausen (Osten), Gutshof Wiebrechtshausen (Südosten) und Langenholtensen (Südsüdosten). Bis auf den zur Gemeinde Kalefeld gehörenden Ortsteil Eboldshausen zählen alle zur Stadt Northeim.

## Schutzgebiete
Auf dem Edesheimer Wald liegt das Landschaftsschutzgebiet (LSG) Edesheimer Berg (CDDA-Nr. 320493); es wurde erstmals 1984 auf 3,58 km² Fläche ausgewiesen, und 2000 erfolgte eine Erweiterung auf 3,7 km². Im Süden des Höhenzugs befindet sich auf gipfelnahen Bereichen vom Südwesthang des Klosterbergs das vollständig vom LSG umgebene Fauna-Flora-Habitat-Gebiet Klosterberg (FFH-Nr. 4225-331; 9,18 ha).

## Verkehr
Direkt östlich und südlich vorbei am von Forst- und Wanderwegen durchzogenen Edesheimer Wald führt zwischen den Anschlussstellen Echte (zu Kalefeld) und Northeim-Nord die Bundesautobahn 7. Jenseits davon verläuft etwas weiter östlich zwischen Northeim und Echte die Bundesstraße 248. Durch das westlich gelegene Edesheim führt die Bundesstraße 3 (teilt sich dort die Strecke mit der Deutschen Fachwerkstraße).
Westlich wird der Edesheimer Wald bei Edesheim von der Eisenbahnstrecke Hannöversche Südbahn (Hauptstrecke Hannover−Göttingen) passiert, mit nahen Bahnhöfen in Northeim und Salzderhelden, einem südöstlichen Stadtteil von Einbeck. Zudem führt dort die Schnellfahrstrecke Hannover–Würzburg entlang.